# Banca
För andra betydelser, se Banca (olika betydelser).
Banca är en kommun i departementet Pyrénées-Atlantiques i regionen Nouvelle-Aquitaine i sydvästra Frankrike. Kommunen ligger i kantonen Saint-Étienne-de-Baïgorry som tillhör arrondissementet Bayonne. År 2022 hade Banca 355 invånare.

## Befolkningsutveckling
Antalet invånare i kommunen Banca
| Referens: INSEE |